# Jean Batten
Jean Gardner Batten (Rotorua, 15 de septiembre de 1909 - Palma de Mallorca, 22 de noviembre de 1982) fue una aviadora neozelandesa. En la década de 1930 efectuó numerosos vuelos de larga distancia, entre ellos el primer viaje desde Inglaterra hasta Nueva Zelanda, y está considerada una de las mujeres pioneras en la aviación junto con Amelia Earhart y Amy Johnson.

## Biografía

### Inicios en la aviación
Jean Batten (cuyo nombre original fue «Jane») nació el 15 de septiembre de 1909 en Rotorua, en la isla norte de Nueva Zelanda. Su padre Fred era cirujano dental, mientras que su madre Ellen (1876-1966) era una actriz de convicciones feministas. A los cuatro años la familia se traslada a Auckland, donde Jean sería matriculada en una escuela femenina. Bajo la influencia materna, mostraría interés por la aviación y asistiría a numerosas exhibiciones aéreas, entre ellas un vuelo con el pionero australiano Charles Kingsford Smith. Según su autobiografía, esa experiencia fue decisiva para que quisiera convertirse en piloto de aeronaves.
A pesar de la oposición paterna, Jean se marcha con su madre a Inglaterra para unirse al Club de Aviación de Londres. En 1930 hizo su primer vuelo en solitario y en 1932 obtuvo la licencia para vuelos privados y comerciales. La aspirante pudo completar las 100 horas de vuelo obligatorias con el apoyo de otro piloto neozelandés, Fred Truman. Gracias a otro préstamo pudo comprarse un biplaza De Havilland DH.60 (Gypsy Moth), su primera avioneta.

### Vuelos

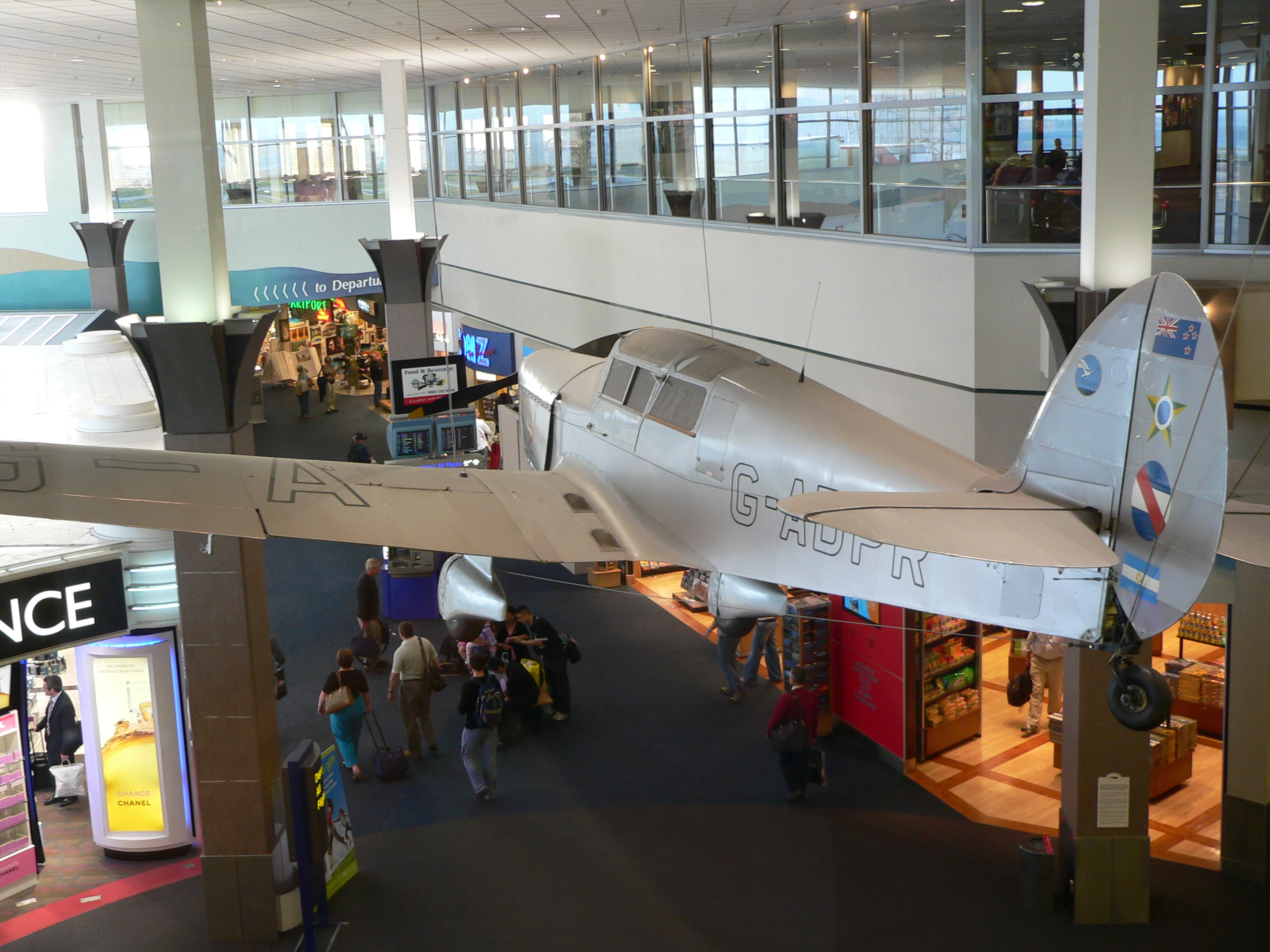
El Percival Gull de Jean Batten, expuesto en el aeropuerto de Auckland.

En una época marcada por los primeros vuelos de larga distancia en solitario, Batten se propuso mejorar la gesta de la australiana Amy Johnson, quien en 1932 había volado unos 17.600 kilómetros desde Inglaterra hasta Australia a bordo de un De Havilland. En su primer intento, en abril de 1933, sufrió una tormenta de arena en Baluchistán que la obligó a aterrizar de emergencia en Karachi. Un año más tarde, y con el patrocinio de los combustibles Castrol, se hizo con otro Gypsy Moth de segunda mano para repetir el desafío; sin embargo, la avioneta se quedó sin combustible cerca de Roma.
A pesar de ese contratiempo, el biplaza fue reparado y en mayo de 1934 la aviadora pudo completar su objetivo, con una travesía de 14 días y 22 horas que superó la plusmarca de Johnson por cuatro días de diferencia. En septiembre retornaría a Inglaterra en la misma aeronave, convirtiéndose en la primera mujer que hizo ida y vuelta en semejantes condiciones. Batten recogería su experiencia completa en la autobiografía Solo Flight.
Con el dinero obtenido, en 1935 compraría un monoplaza Percival Gull Six con el que pudo completar el primer viaje de Inglaterra a Brasil a través del Atlántico Sur. A su llegada al país sudamericano obtuvo la Orden de la Cruz del Sur, convirtiéndose en la primera persona que recibía tal distinción sin pertenecer a una Casa Real.
En 1936 completa su primer viaje en solitario desde Inglaterra hasta Nueva Zelanda, su tierra natal, en 11 días. Los habitantes maorís de Rotorua le otorgaron el título de Hine-o-te-Rangi («Hija de los cielos»).
Además, ese año también fue nombrada Comendadora de la Orden del Imperio Británico (CBE) y miembro de la Legión de Honor francesa.
En 1937 retorna a Australia para completar otro vuelo de larga distancia hasta Inglaterra, esta vez en tan solo 5 días y 18 horas. 
La Federación Aeronáutica Internacional le otorgó la Medalla de Oro del Aire de la FAI —máxima distinción del sector— en 1937.

### Vida posterior

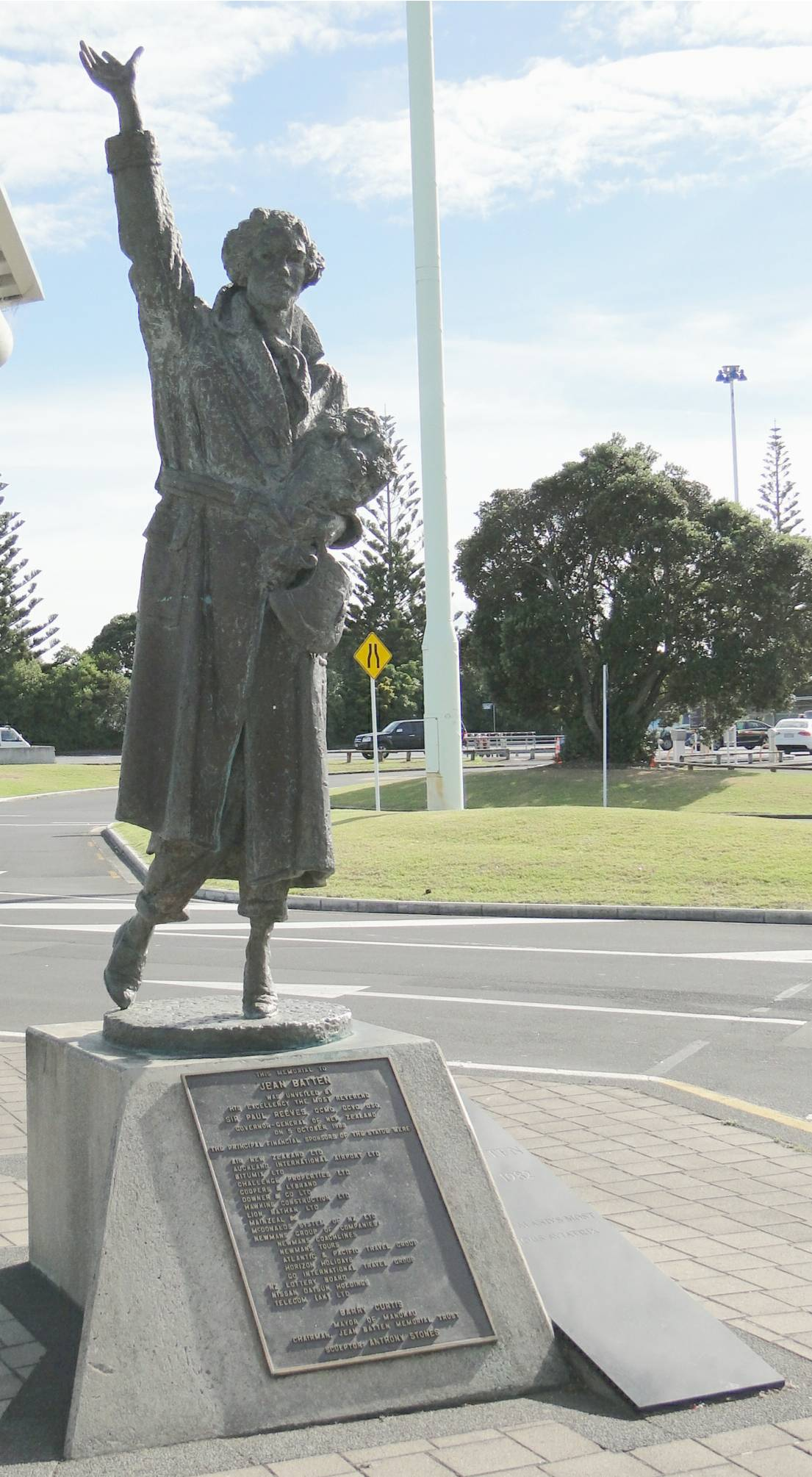
Estatua de Jean Batten en el aeropuerto de Auckland.

A pesar de su amplia experiencia como aviadora, Batten no pudo combatir en la Segunda Guerra Mundial porque la Real Fuerza Aérea Británica no aceptaba mujeres en sus filas. Tampoco pudo afiliarse a la civil Air Transport Auxiliary al no permitírsele volar con el Percival Gull. Toda su labor durante el conflicto se limitaría a la presentación de actos del Comité Nacional de Ahorros para recaudar fondos.
Al terminar la guerra, Batten se retiró de la vida pública para viajar por todo el mundo en compañía de su madre, con residencias temporales en Jamaica (años 1940) e Inglaterra (años 1950). En 1960 se asentaron finalmente en España, primero en Los Boliches (Málaga) y más tarde en Icod de los Vinos (Tenerife). La muerte de Ellen en 1966 le llevó a trasladarse a la cercana ciudad de Puerto de la Cruz, en la que viviría durante los siguientes tres años. Su círculo de amistades estaba reducido a un pequeño grupo de personas, entre ellas los editores de su biografía.
Después de tres décadas de retiro, Batten regresaría a Nueva Zelanda en 1969 y pudo participar en algunos actos oficiales, inauguraciones y conferencias. No obstante, en los años 1980 optó por regresar a España al comprobar que su trayectoria había caído en el olvido. En 1981 donó todos sus recuerdos, recortes de prensa y documentos al museo de la Real Fuerza Aérea Británica de Londres, y en noviembre de 1982 se estableció en Palma de Mallorca.
Jean Batten falleció el 22 de noviembre de 1982 en un apartamento de Portopí, a los 73 años, debido a una infección pulmonar derivada de una mordedura de perro que rehusó curarse. Aunque la aviadora había informado del cambio de residencia, un error burocrático propició que el óbito no fuese comunicado al gobierno neozelandés, así que sus pocos allegados pensaron que había desaparecido. No fue hasta 1987 cuando uno de los sobrinos de Jean se trasladó a Mallorca para pedir el certificado de defunción. Los restos habían sido enterrados en enero de 1983 en un ataúd sin inscripción.
El cementerio municipal de Palma tiene una placa conmemorativa que recuerda a la piloto, cortesía del gobierno australiano, y se le ha dedicado una calle cerca del barrio de Portopí.

## Legado

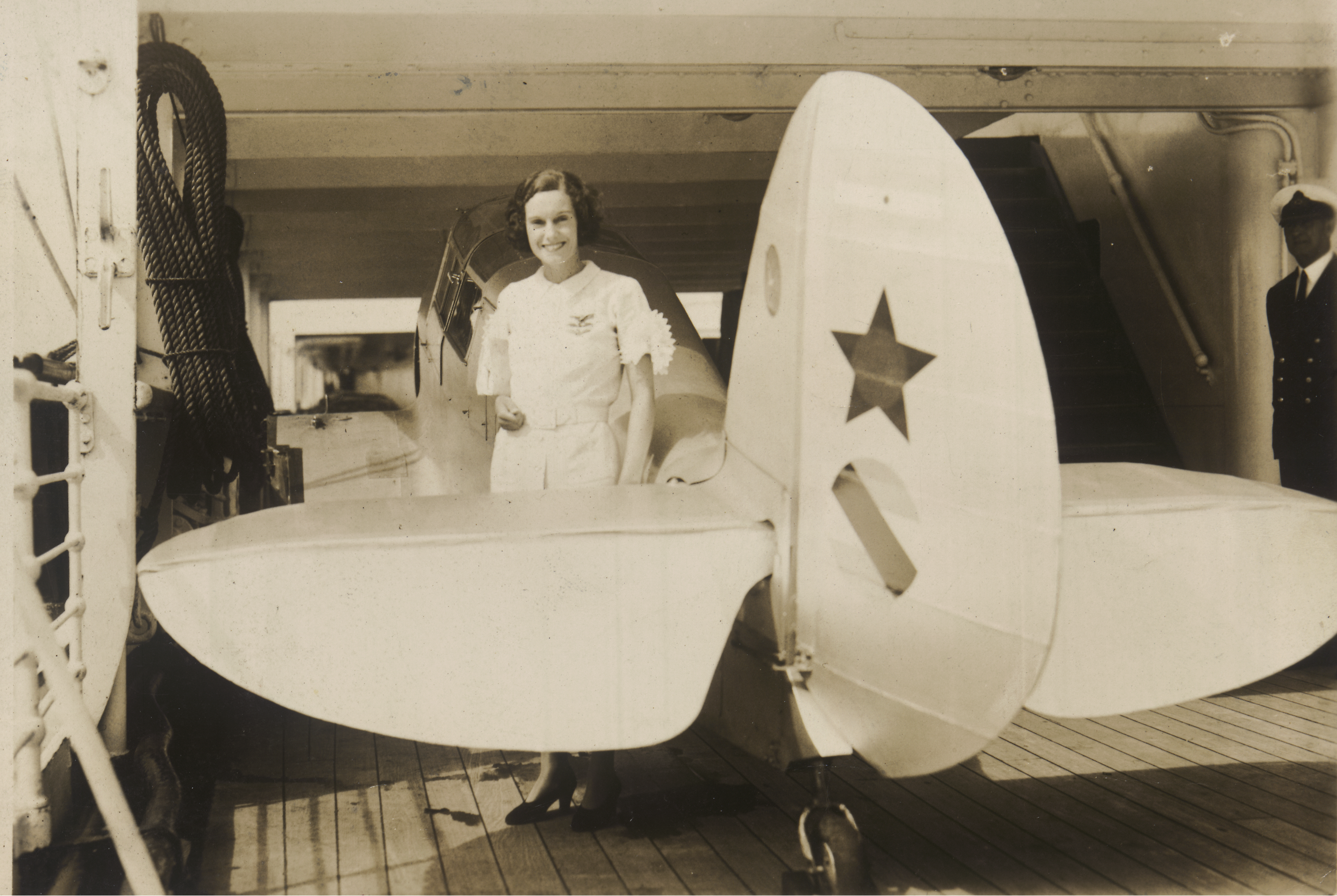
Jean Batten y su avión.

Jean Batten está considerada una de las mujeres pioneras de la aviación junto con Amelia Earhart y Amy Johnson. A pesar de que su historial de largos vuelos está reducido al periodo entre 1933 y 1939, es la primera mujer que ha hecho el trayecto de Inglaterra a Australia en el mismo avión (1934); pionera en completar un viaje hasta Brasil a través del Atlántico Sur (1935), y la primera en viajar desde Inglaterra hasta Nueva Zelanda (1936).
La aviadora inauguró en 1977 la terminal internacional del aeropuerto de Auckland, al que donaría también su avioneta Percival Gull Six y una parte de sus documentos personales. El resto fueron cedidos al museo de la Real Fuerza Aérea Británica de Londres. En su ciudad natal, el aeropuerto regional de Rotorua conserva un memorial en honor a Batten.
En la década de 1980, Britannia Airways operó un Boeing 737 apodado «Jean Batten». Ese avión, más tarde vendido a la aerolínea panameña Copa Airlines, terminaría sufriendo el accidente del Vuelo 201 en 1992.
El 15 de septiembre de 2016, Google le dedicó un Doodle en honor al 107.º aniversario de su nacimiento.